# Oshi no Ko – Dưới ánh hào quang
Oshi no Ko (【推しの子】 "Đứa trẻ tôi yêu mến" hoặc "Đứa con của thần tượng".) là một bộ manga Nhật Bản được viết cốt truyện bởi Akasaka Aka (tác giả của Kaguya-sama) và minh họa bởi Yokoyari Mengo (tác giả của Kuzu no Honkai). Oshi no Ko được phát hành trên tạp chí Tuần san Young Jump của nhà xuất bản Shueisha từ tháng 4 năm 2020 đến tháng 11 năm 2024 và các chương của nó được tập hợp trong 16 tập tankōbon đến tháng 12 năm 2024. Bộ truyện đã được cấp phép để phát hành tại Bắc Mỹ bởi Yen Press và được xuất bản đồng thời bởi Shueisha trên nền tảng Manga Plus của họ. Trong năm 2023, bộ truyện đã được Công ty Cổ phần Xuất bản và Truyền thông IPM mua bản quyền phát hành tại Việt Nam với tựa đề Oshi no Ko – Dưới ánh hào quang. Bộ truyện theo chân một bác sĩ và bệnh nhân vừa qua đời của anh, cả hai người được tái sinh thành cặp song sinh của một thần tượng  nổi tiếng của Nhật Bản và men theo những thăng trầm của ngành giải trí nước này khi họ cùng nhau lớn lên.
Một bộ phim truyền hình anime chuyển thể do Doga Kobo sản xuất, đã phát sóng phần đầu tiên gồm 11 tập từ tháng 4 đến cuối tháng 6 năm 2023. Mùa thứ hai của phim đã được công bố. Ở Bắc Mỹ, Sentai Filmworks đã cấp phép cho loạt phim này với lồng tiếng Anh, được công chiếu lần đầu trên Hidive vào tháng 5 năm 2023.

## Cốt truyện
Bác sĩ khoa sản Amamiya Gorō được giao nhiệm vụ đỡ đẻ cho những đứa trẻ của Hoshino Ai, một thần tượng  nổi tiếng mà anh ngưỡng mộ, mà công chúng không hề hay biết. Tuy nhiên, vào đêm Ai sinh, Gorō bị sát hại bởi một người hâm mộ cuồng nhiệt của cô, và được tái sinh thành Hoshino Aquamarine (tức Aqua), con trai của Ai, giữ lại những ký ức về kiếp trước của mình. Anh ta không hề hay biết, người em gái song sinh của Aqua, Hoshino Ruby, cũng là từ một trong những bệnh nhân của Gorō tái sinh, người rất hâm mộ Ai. Bốn năm sau, Ai bị sát hại bởi chính người hâm mộ đó, người này sau đó tự sát. Tuy nhiên, Aqua suy luận rằng kẻ sát nhân có thể là cha của cậu và Ruby là đồng phạm và quyết định thâm nhập vào ngành giải trí để tìm và giết hắn.
Mười hai năm sau, Aqua và Ruby đã trở thành học sinh trung học và được Saito Ichigo và Miyako, chủ sở hữu của công ty quản lý tài năng của Ai, Ichigo Production (苺プロダクション Ichigo Purodakushon) nhận nuôi. Ruby ước mơ trở thành ca sĩ thần tượng và làm việc cho công ty của gia đình họ. Cô thành lập một nhóm nhạc thần tượng với nữ diễn viên Arima Kana và YouTuber Mem-cho tên là 'B-Komachi' theo tên nhóm cũ của Ai, trong khi Aqua quay trở lại diễn xuất. Cả Aqua và Ruby đều bắt đầu xây dựng sự nghiệp của mình trong lĩnh vực giải trí, trong đó Aqua sử dụng tình bạn mới quen của mình là nữ diễn viên Kurokawa Akane như một công cụ để tìm cha mình.
Trong quá trình sản xuất sân khấu, Aqua phát hiện ra rằng cậu có người anh cùng cha khác mẹ là Himekawa Taiki, và được thông tin là hắn (cha của Aqua) đã chết do tự sát trước khi Ai bị sát hại. Tuy nhiên, Aqua biết được thông qua Akane rằng cha của họ có thể là nam diễn viên Kamiki Hikaru, người vẫn còn sống. Đồng thời, trong một lần quay video ca nhạc của B-Komachi, Ruby tìm thấy xác của Gorō và biết được thủ phạm đứng sau vụ giết anh và Ai. Cả hai sự cố lần lượt thúc đẩy mối hận thù của Aqua và Ruby và thúc đẩy họ đi tìm cha của mình. Tuy nhiên, khi cả hai ngày càng trở nên tiến sâu vào, Aqua và Ruby thấy mâu thuẫn với nhau trong nỗ lực tiếp cận cha mình, cuối cùng mất lòng tin vào nhau sau khi Aqua tiết lộ mối liên hệ của họ với Ai cho giới truyền thông.
Với sự giúp đỡ của Gotanda, Aqua tạo kịch bản cho một bộ phim tự truyện dựa trên Ai, có tựa đề 15 năm của sự dối trá, với hy vọng thu hút sự chú ý của Hikaru. Ruby đã giành được vai chính một cách tích cực và thành công. Cô cũng buộc phải đối mặt với quá khứ của mình khi mẹ của cô ở kiếp trước trở thành một trong những nhà tài trợ của bộ phim, nhưng điều này khiến cô ấy và Aqua nhận ra hiện thân phận thực sự của nhau.

## Nhân vật
Aqua (アクア Akua)
Lồng tiếng bởi: Ōtsuka Takeo (Aqua, niên thiếu), Uchiyama Yumi (Aqua, thời bé), Itō Kento (Gorō)
Tên khai sinh: Hoshino Aquamarine (星野 愛久愛海 Hoshino Akuamarin). Con trai của Ai, anh trai sinh đôi của Ruby. Kiếp trước anh là Amemiya Gorō (雨宮 吾郎) - một bác sĩ sản khoa đang ở độ tuổi 30. Anh là một fan lớn của Hoshino Ai (bởi ảnh hường từ Sarina sau khi mất) và cũng là người chịu trách nhiệm phụ trách sinh em bé cho Ai. Anh bị một stalker theo dõi Ai sát hại và được đầu thai thành Aqua. Sau khi Ai bị sát hại, Aqua nhận định thủ phạm thực sự là bố ruột của mình, cậu thề phải tìm ra sự thật đằng sau vụ án đó. Aqua lý giải rằng người đứng sau vụ án có liên quan đến ngành giải trí, dẫn đến việc cậu theo đuổi sự nghiệp diễn xuất để tìm ra hắn và trả thù cho mẹ mình.
Ruby (ルビー Rubī)
Lồng tiếng bởi: Igoma Yurie (Ruby), Takayanagi Tomoyo (Sarina)
Tên khai sinh: Hoshino Ruby (星野 瑠美衣 Hoshino Rubii). Con gái của Ai, em gái sinh đôi của Aqua. Kiếp trước cô là Tendōji Sarina (天童寺 さりな) - một bệnh nhi ung thư giai đoạn cuối dưới sự chăm sóc của Gorō. Sarina là fan cuồng của Ai và mơ ước trở thành một thần tượng. Cô bé cũng thích Gorō bởi sự quan tâm tận tình của anh và muốn lấy anh làm chồng. Cô bé vào viện từ năm 4 tuổi, qua đời ở tuổi 12 và chuyển kiếp thành Ruby. Sau cái chết của Ai, Ruby được huấn luyện để trở thành một thần tượng giống như mẹ cô. Khi Ruby 14 tuổi, cô thử thách bản thân để trở thành một thần tượng nhưng bị từ chối với một cuộc gọi giả mạo từ Aqua, cậu ta không muốn cô tiếp nối bước chân của Ai. Do đó, Ruby quyết định thành lập nhóm nhạc "B-Komachi" của riêng mình dưới sự quản lý bởi Ichigo Production. Nhóm nhạc bao gồm Arima Kana và MEM-cho.
Hoshino Ai (星野 アイ)
Lồng tiếng bởi: Takahashi Rie
Mẹ của Aqua và Ruby. Ai đã sống ở nông thôn mà không có cha lẫn mẹ, cha đã vắng mặt từ khi cô sinh ra, và mẹ của cô đã bị bắt giữ. Cô lớn lên tại trại trẻ mồ côi và ở tuổi 12, cô được một người đàn ông tên Saitou Ichigo, chủ tịch của Ichigo Production, chiêu mộ để trở thành một thần tượng. Ai không tin rằng mình có thể trở thành một thần tượng do cô không biết về tình yêu. Ichigo giải thích rằng cô có thể nói dối và giả vờ thể hiện tình yêu đối với người hâm mộ. Cuối cùng, cô trở thành gương mặt chính của nhóm nhạc thần tượng B-Komachi. Ở tuổi 16, Ai mang thai sinh đôi và quyết định giữ chúng và giấu sự thật khỏi thế giới để trải nghiệm cuộc sống gia đình và tạm ngừng hoạt động của mình như một thần tượng. Sau khi sinh, cô trở lại hoạt động của mình như một thần tượng. Khi cô 20 tuổi, một fan hâm mộ theo đuổi (stalker) phát hiện ra sự tồn tại của hai đứa con và giết cô vì "phản bội fan hâm mộ".
Arima Kana (有馬 かな)
Lồng tiếng bởi: Han Megumi
Một thiên tài diễn xuất từ nhỏ được biết đến với biệt danh "Diễn viên nhí thiên tài có thể khóc trong 10 giây" (Ruby đã nghe qua nhưng lại nhớ nhầm thành "Diễn viên nhí thiên tài biết liếm thuốc muối"). Kana lần đầu gặp Aqua khi bộ phim mà cô đóng cần thêm diễn viên phụ và Aqua đã đảm nhận vai diễn đó. Lúc thiếu niên, số lượng vai diễn giảm xuống do Kana luôn thu hút sự chú ý hơn các đồng nghiệp của mình. Để tồn tại trong ngành diễn xuất, Kana quyết định giấu tài năng diễn xuất của mình. Kana gặp lại Aqua và Ruby ở trường trung học và bắt đầu thích Aqua. Trong khi đang vật lộn để thành công trong ngành công nghiệp diễn xuất, Ruby thuyết phục (và Aqua dụ dỗ) Kana tham gia nhóm nhạc thần tượng của cô, B-Komachi. Kana tham gia và trở thành ca sĩ chính của nhóm.
Kurokawa Akane (黒川 あかね)
Lồng tiếng bởi: Iwami Manaka
Một nữ diễn viên đăng ký tham gia một chương trình tình yêu thực tế dành cho tuổi teen. Yêu từ cái nhìn đầu tiên (LoveNow), nơi mà cô gặp Aqua. Trong chương trình, Akane là một nhân vật khá lu mờ bị khán giả "bỏ qua một bên" nhưng cô cần phải để cho mọi người biết đến để quảng bá cho nhà hát mà cô đang làm việc. Trong một tập của "LoveNow", cô vô tình cào vào mặt một nhân vật nữ khác. Người xem chương trình đã phản đối và bắt đầu lăng mạ và gửi những lời đe dọa khủng khiếp trên mạng xã hội. Sau khi đọc được mấy lời đe dọa đó, cô đã tính tới việc tự tử. Aqua ngăn cô sau khi làm cô bình tĩnh lại. Gần cuối chương trình, hình ảnh của cô được cải thiện và Aqua hôn cô trong tập cuối cùng. Cặp đôi quyết định tiếp tục ở bên nhau sau chương trình để giữ vẻ ngoài. Sau vài tháng trong mối quan hệ của họ, cô ấy phát hiện ra kế hoạch trả thù của Aqua cho mẹ của cậu và đã nguyện thề sẽ ủng hộ cậu bằng bất cứ cách nào cô có thể.
MEM-cho (MEMちょ Memu-cho)
Lồng tiếng bởi: Okubo Rumi
MEM-cho là một ngôi sao YouTube và TikTok đăng ký LoveNow. Cô đã theo đuổi ước mơ trở thành thần tượng nhưng không thể làm được vì tình trạng gia đình của mình. Cô quyết định phát sóng trực tiếp và nói dối về tuổi để có nhiều người theo dõi. Sau khi kết thúc chương trình "LoveNow", Aqua tuyển MEM-cho vào B-Komachi. Cô do dự vì tuổi tác của mình nhưng cuối cùng quyết định gia nhập nhóm.
Saitō Ichigo (斎藤 壱護)
Lồng tiếng bởi: Egawa Hisao
Chủ tịch của Ichigo Production và là chồng của Miyako. Ichigo chịu trách nhiệm tuyển dụng Hoshino Ai cho B-Komachi. Anh đóng vai trò là người chăm sóc cho Aqua và Ruby sau cái chết của Ai.
Saitō Miyako (斎藤 ミヤコ)
Lồng tiếng bởi: Lynn
Vợ của chủ tịch Ichigo. Sau khi Ai mất, B-Komachi đời đầu tan rã và Ichigo bỏ bê công việc, Miyako phải tự đứng ra quản lý và duy trì hoạt động kinh doanh của công ty. Cô cũng nhận vai trò làm mẹ nuôi cho Aqua và Ruby sau cái chết của Ai.
Gotanda Taishi (五反田 泰志)
Lồng tiếng bởi: Kase Yasuyuki
Gotanda là đạo diễn phim đã tìm kiếm Aqua và thuyết phục cậu trở thành diễn viên.

## Truyền thông

### Manga
Oshi no Ko, được viết bởi Akasaka Aka và minh họa bởi Yokoyari Mengo, đã được phát hành liên tục trên tạp chí manga seinen Tuần san Young Jump của Shueisha từ ngày 23 tháng 4 năm 2020 đến tháng 14 tháng 11 năm 2024. Shueisha đã tập hợp các chương của nó thành các tập tankōbon riêng lẻ. Tập đầu tiên được phát hành vào ngày 17 tháng 7 năm 2020. Tính đến ngày 18 tháng 12 năm 2024, 16 tập đã được phát hành.
Vào tháng 4 năm 2022, Shueisha bắt đầu xuất bản loạt truyện tiếng Anh trên trang web và ứng dụng di động Manga Plus. Vào tháng 7 năm 2022, tại sự kiện Anime Expo, Yen Press đã thông báo rằng họ đã có bản quyền để phát hành bộ truyện này bằng tiếng Anh.
Bộ truyện đã được cấp phép tại Đài Loan bởi Chingwin Publishing Group., tại Hàn Quốc bởi Daewon C.I.; tại Indonesia bởi M&C!; tại Thailand bởi Luckpim, tại Pháp bởi Kurokawa; tại Đức bởi Altraverse; tại Ý bởi Edizioni BD; tại Argentina và Tây Ban Nha bởi Editorial Ivrea; và tại Ba Lan bởi Studio JG.
Tại Việt Nam, IPM mua bản quyền phát hành và ra mắt tập truyện đầu tiên vào tháng 9 năm 2023. Tính đến ngày 2 tháng 2 năm 2024, 6 tập đã được phát hành..

### Anime
Một phiên bản chuyển thể thành anime được thông báo vào tháng 6 năm 2022. Serie anime truyền hình sẽ được sản xuất bởi Doga Kobo và được đạo diễn bởi Hiramaki Daisuke, Nekotomi Chao đảm nhận vị trí đạo diễn phụ, Tanaka Jin viết kịch bản, Hirayama Kanna thiết kế nhân vật, và Iga Takurō sáng tác nhạc. Nó được công chiếu vào ngày 12 tháng 4 năm 2023, trên Tokyo MX và các mạng khác. Phiên bản mở rộng dài 90 phút của tập đầu tiên được công chiếu tại một số rạp chọn lọc ở Nhật Bản vào ngày 17 tháng 3 cùng năm. Bài hát chủ đề mở đầu là "Idol" (アイドル) được thực hiện bởi Yoasobi, trong khi bài hát chủ đề kết thúc là "Mephisto" (メフィスト) được thực hiện bởi Queen Bee.
Tại Anime NYC năm 2022, Sentai Filmworks thông báo rằng họ đã cấp phép cho bộ phim và phát trực tuyến trên Hidive. Medialink cấp phép cho loạt phim ở thị trường Đông Nam Á, Nam Á, Đài Loan, Hồng Kông, đồng thời phát hành trên kênh YouTube Ani-One Asia, Netflix, bilibili, và iQIYI.

### Mùa 1
| TT. | Tiêu đề                            | Đạo diễn                                                                 | Biên kịch  | Phân cảnh                                       | Ngày phát hành gốc  |
| --- | ---------------------------------- | ------------------------------------------------------------------------ | ---------- | ----------------------------------------------- | ------------------- |
| 1 | "Mẹ và con"                        | Daisuke Hiramaki, Chao Nekotomi, Asami Nakatani, Ryōta Itō, Sung Min Kim | Jin Tanaka | Daisuke Hiramaki, Chao Nekotomi, Asami Nakatani | 12 tháng 4 năm 2023 |
| Bác sĩ Amemiya Gorou là một fan cuồng của thần tượng Ai Hoshino, một phần là do cô ấy là thần tượng yêu thích của Tendouji Sarina, một bệnh nhân trước đây của cậu đã qua đời ở tuổi 12 vì bệnh nan y. Gorou bị sốc khi Ai đến bệnh viện vùng quê của cậu, mang thai 20 tuần với đôi song sinh, mặc dù cô ấy từ chối tiết lộ người cha là ai. Ai tâm sự với Gorou rằng, mình từng là một đứa trẻ mồ côi và muốn trải nghiệm hạnh phúc của việc nuôi dạy gia đình của mình, nhưng đồng thời không muốn từ bỏ sự nghiệp thần tượng, vì vậy cô dự định nuôi con trong bí mật. Gorou thề sẽ đảm bảo Ai sinh ra đứa trẻ khỏe mạnh và chăm sóc cô suốt suốt thời gian mang thai. Tuy nhiên, vào ngày định sinh của Ai, Gorou bị một người đàn ông theo dõi tấn công và bị đẩy xuống vực, qua đời cùng với lúc Ai sinh con. Sau đó, cậu tỉnh dậy và phát hiện mình được tái sinh là con trai Aquamarine của Ai và sống chung với cô và em gái sinh đôi của mình, Ruby. Ruby chính là sự đầu thai của Sarina, nhưng cô ấy không nói cho Aquamarine biết về danh tính trước đây của mình. Giám đốc quản lý của Ai, Saitou Ichigo, bắt đầu lên kế hoạch để Ai trở lại sân khấu, sắp xếp cho vợ của anh ấy, Miyako, chăm sóc đôi trẻ khi Ai biểu diễn. Khi Miyako bắt đầu lo lắng vì bị giới hạn chỉ trong vai trò người trông trẻ và cân nhắc tiết lộ về thai kỳ bí mật của Ai, đôi sinh đôi sử dụng trí thông minh của mình để đánh lừa Miyako, làm cho cô ta tin rằng họ là thần trong hình dạng con người, đảm bảo sự hợp tác của cô ta. Theo thời gian, cặp sinh đôi ngày càng hiểu rõ hơn về những sự phức tạp và thực tế của ngành giải trí và làm thần tượng. Một năm sau đó, Aquamarine quen biết với một đạo diễn phim, người đề nghị đưa Ai vào một vai trong một trong những bộ phim của ông, nếu Aquamarine cũng tham gia. Trong quá trình quay phim, Aquamarine gặp diễn viên nhí Kana Arima, người không tin tưởng vào khả năng diễn xuất của Ai. Aquamarine có thể đóng vai của mình hoàn hảo, khiến Kana cảm thấy bực bội và tạo ra một mối đối thủ một chiều. Hai năm sau đó, bộ phim trở thành một thành công vừa phải, giúp đẩy mạnh sự nghiệp của Ai. Tuy nhiên, vào ngày biểu diễn lớn đầu tiên tại Tokyo Dome, kẻ theo đuổi đã giết Gorou tìm thấy Ai và đâm cô dẫn đến tử vong trước khi chạy trốn với sự hối hận. Trong những giây cuối, Ai an ủi cặp sinh đôi, nói với họ rằng cô yêu thương họ và được an ủi rằng tình yêu của cô dành cho họ là chân thành. Sau đó, kẻ theo đuổi được phát hiện đã tự tử và một buổi tưởng niệm được tổ chức cho Ai, nhưng cô nhanh chóng bị quên đi bởi công chúng. Cặp sinh đôi được nhận nuôi chính thức bởi gia đình Saitou. Ruby quyết định theo đuổi bước chân của Ai và trở thành một thần tượng, trong khi Aquamarine suy luận rằng cha ruột của họ đã tiết lộ địa chỉ của Ai cho kẻ theo đuổi với ý định giết cô. Aquamarine cho rằng cha của mình cũng là một nhân vật trong ngành giải trí và quyết định huấn luyện để trở thành một diễn viên, tìm thấy một mục đích mới trong cuộc sống bằng cách tìm kiếm cha mình và giết ông để trả thù cho cái chết của Ai. Nhiều năm sau đó, cặp sinh đôi bước vào ngày đầu tiên của trường trung học, và Aquamarine bắt đầu thực hiện kế hoạch trả thù |                                    |                                                                          |            |                                                 |                     |
| 2 | "Sự lựa chọn thứ ba"               | Sung Min Kim                                                             | Không rõ   | Koji Masunari                                   | 19 tháng 4 năm 2023 |
| Mười hai năm kể từ cái chết của Ai, Ichigo mất liên lạc, nhóm thần tượng B-Komachi của Ai bị giải tán, và Miyako đóng cửa đơn vị thần tượng của Strawberry Productions. Ruby đang thử giọng để trở thành thần tượng mà không biết rằng Aqua đã sử dụng kỹ năng diễn xuất của mình để bí mật phá hoại đơn đăng ký của cô và đưa ra thông báo từ chối giả cho cô. Tuy nhiên, anh không thể ngăn Ruby được một nhóm thần tượng ngầm để mắt tới. Không tin tưởng vào ban quản lý của nhóm nói trên và muốn ủng hộ ước mơ của Ruby, Miyako cuối cùng quyết định mở lại nhóm thần tượng của Strawberry Productions với Ruby là thành viên đầu tiên. Trong khi đó, Aqua làm học việc của đạo diễn Gotanda, nhưng đã từ bỏ việc cố gắng trở thành một diễn viên và bằng lòng làm việc ở hậu trường để tìm cha mình. Gotanda khuyên Aqua đừng dễ dàng từ bỏ ước mơ của mình, khiến anh nhớ lại những lời cuối cùng của Ai dành cho mình. Aqua và Ruby sau đó được nhận vào trường trung học Youtou danh tiếng, nơi có khoa biểu diễn nghệ thuật. Khi đến thăm trường, cặp song sinh gặp lại Kana, người rất vui khi gặp lại Aqua nhưng lại bị sốc khi được ghi danh vào khoa giáo dục phổ thông thay vì biểu diễn nghệ thuật. |                                    |                                                                          |            |                                                 |                     |
| 3 | "Phim nhiều tập nguyên tác Manga"  | Kouki Uchinomiya                                                         | Không rõ   | Takudai Kakuchi, Kenta Ounishi                  | 26 tháng 4 năm 2023 |
| Kana háo hức kết nối lại với Aqua và cố gắng thuyết phục anh ấy quay trở lại diễn xuất, mời đóng một vai trong bộ phim chuyển thể trực tiếp từ bộ truyện tranh Sweet Today. Cô ấy đề cập rằng cô ấy có mối liên hệ với nhà sản xuất nổi tiếng Masaya Kaburagi, người mà Aqua nhận ra là một trong những cái tên trong danh sách liên lạc bí mật của Ai mà anh ấy tìm thấy trên điện thoại cá nhân của cô ấy. Aqua đồng ý đóng vai này như một cái cớ để đến gần Kaburagi. Kana đảm bảo vai phản diện của Aqua trong chương trình, nhưng anh phát hiện ra đây là một tác phẩm có chất lượng rất thấp. Kana thừa nhận chương trình đã chọn những người mẫu nam trẻ và ưu tiên ngoại hình hơn khả năng diễn xuất, và cô buộc phải hạn chế tài năng diễn xuất của mình. Cô giải thích thêm rằng do có hành vi hư hỏng khi còn nhỏ, cô nhanh chóng không được yêu thích trong lĩnh vực diễn xuất khi lớn lên. Trong thời gian tạm nghỉ quay phim, Aqua tình cờ nghe được Kaburagi khoe khoang rằng anh ta đang lợi dụng Kana trong khi người trước đang thu thập một số điếu thuốc lá bỏ đi của người sau. Mặc dù đã đạt được những gì mình mong muốn nhưng Aqua vẫn quyết định ở lại và nỗ lực hết mình cho diễn xuất. |                                    |                                                                          |            |                                                 |                     |
| 4 | "Diễn viên"                        | Kuniyasu Nishina                                                         | Không rõ   | Ryōta Itō                                       | 3 tháng 5 năm 2023  |
| Aqua sử dụng kỹ năng của mình để dàn dựng bối cảnh cho màn trình diễn của Kana. Điều này giúp Kana có cơ hội thể hiện kỹ năng diễn xuất thực sự của mình và nhận được sự khen ngợi của những người vẫn xem chương trình. Tại bữa tiệc kết thúc, Aqua gặp lại Kaburagi, giờ biết rằng ông không phải là cha mình nhờ xét nghiệm quan hệ cha con. Kaburagi đề cập rằng anh ấy biết về một người mà Ai đã dành thời gian bí mật cùng, và đề nghị nói cho Aqua biết đó là ai để đổi lấy việc đóng vai chính trong một chương trình hẹn hò thực tế. Một thời gian sau, Aqua và Ruby tham dự ngày đầu tiên của họ tại trường trung học Youtou, nơi Ruby kết bạn với bạn học và người mẫu ống đồng Minami Kotobuki. Cô giới thiệu Minami với Aqua, đồng thời đề cập rằng nghệ sĩ giải trí chuyên nghiệp nổi tiếng Frill Shiranui cũng là thành viên trong lớp của cô. Điều này khiến Ruby tự ti về việc cô vẫn chưa có chỗ đứng vững chắc trong làng giải trí. Cô ấy hỏi Miyako về việc Strawberry Productions tiến tới thành lập nhóm nhạc thần tượng của họ, nhưng Miyako chỉ ra rằng không dễ để một công ty nhỏ như họ tuyển dụng thần tượng. Aqua sau đó gợi ý rằng họ nên tuyển dụng Kana. |                                    |                                                                          |            |                                                 |                     |
| 5 | "Show hẹn hò thực tế"              | Sung Min Kim                                                             | Không rõ   | Sung Min Kim                                    | 10 tháng 5 năm 2023 |
| Trong khi không muốn mạo hiểm sự nghiệp diễn xuất của mình bằng cách trở thành thần tượng, Kana quyết định đăng ký với Strawberry Productions để có thể làm việc cùng Aqua. Tuy nhiên, cô bị sốc khi biết công việc tiếp theo của anh là tham gia một chương trình hẹn hò thực tế có tựa đề My Love with a Star Begins Now, nơi anh đóng cùng người mẫu thời trang Yuki Sumi, vũ công Nobuyuki Kumano, nữ diễn viên Akane Kurokawa, nhân vật internet MEM-cho và nhạc sĩ Kengo. Morimoto. Mặc dù Aqua đang diễn xuất cho chương trình nhưng Kana vẫn cảm thấy ghen tị với cách anh ấy tương tác với các bạn diễn nữ của mình. Trong khi đó, Miyako bắt tay vào thành lập nhóm thần tượng mới của Strawberry Productions. Cô quyết định để Ruby và Kana xuất hiện lần đầu trên mạng và nhờ sự giúp đỡ của một trong những nhân vật kỳ cựu trên Internet của họ, Pieyon, một YouTuber rèn luyện thể chất đeo mặt nạ. Pieyon xác định rằng cách nhanh nhất để các cô gái có được lượng người theo dõi là cộng tác với kênh đã thành lập của anh ấy. Họ thực hiện một thói quen khiêu vũ tập luyện nghiêm ngặt trong một giờ liên tục, Ruby nhận được sự tôn trọng của Kana sau khi nhìn thấy cô ấy kéo dài suốt một giờ. Pieyon sau đó hỏi họ tên nhóm của họ sẽ là gì và Ruby quyết định lấy lại tên B-Komachi. |                                    |                                                                          |            |                                                 |                     |
| 6 | "Tự tìm tên trên mạng"             | Kuniyasu Nishina                                                         | Không rõ   | Kuniyasu Nishina                                | 17 tháng 5 năm 2023 |
| Khi mùa Love Now tiếp tục, Aqua nhận ra rằng các ngôi sao chương trình thực tế ít kịch bản hơn và chân thực hơn anh nghĩ ban đầu. Kana dạy Ruby về tầm quan trọng và sự nguy hiểm của việc lướt web vì các thần tượng cần quản lý cẩn thận ngoại hình và danh tiếng của mình trên mạng. Bộ phim sớm bắt đầu tập trung vào mối tình tay ba giữa Yuki, Nobuyuki và Kengo, Aqua quyết định đứng ngoài cuộc để tránh thu hút sự chú ý vào bản thân. MEM-cho nhận được sự gia tăng về số lượng người đăng ký, nhưng Akane lại gặp khó khăn để nổi bật và thu hút sự chú ý, khiến cô có ít thời gian xuất hiện nhất. Dưới áp lực từ công ty quản lý để đạt được kết quả, Akane mất bình tĩnh trong một thời gian ngắn và tát Yuki trên phim, vô tình làm xước mặt cô bằng móng tay mới sơn. Trong khi Yuki tha thứ cho Akane và chính Akane đăng lời xin lỗi chính thức, Akane lại trở thành mục tiêu bắt nạt trên mạng bởi những người hâm mộ Yuki. Sau khi liên tục bị tấn công bởi những bình luận tiêu cực, Akane rơi vào trạng thái trầm cảm và suýt nhảy khỏi cầu vượt dành cho người đi bộ, chỉ được cứu nhờ sự can thiệp vào giây cuối cùng của Aqua. |                                    |                                                                          |            |                                                 |                     |
| 7 | "Cuộc thảo luận sôi nổi trên mạng" | Yasuhiro Irie                                                            | Không rõ   | Yasuhiro Irie                                   | 24 tháng 5 năm 2023 |
| Khi Aqua cứu mạng Akane trong gang tấc, Kana cảnh báo Ruby rằng việc những người nổi tiếng tự tử do bị quấy rối không phải là hiếm. Trong khi đó, Aqua và Akane được đưa đến đồn cảnh sát, nơi các thành viên còn lại của Love Now đến gặp họ. Aqua khuyên Akane rằng cô ấy vẫn có lựa chọn rời khỏi chương trình, nhưng cô ấy quyết định ở lại. Tức giận với nhân viên chương trình đã chỉnh sửa đoạn phim để chọn Akane vào vai phản diện, Aqua lên kế hoạch. Đầu tiên, anh ta tiết lộ tin tức về việc Akane cố gắng tự tử cho giới truyền thông. Sau đó, anh ấy nhờ sự giúp đỡ của các diễn viên để tạo một video nhằm khôi phục hình ảnh của Akane. Đoạn video được chứng minh là thành công và hầu hết các vụ quấy rối đối với Akane đều giảm bớt. MEM-cho và Yuki sau đó đề nghị Akane sử dụng kỹ năng diễn xuất của mình để hóa thân thành một nhân vật phù hợp với sở thích của Aqua. Khi Aqua bộc lộ tình cảm của mình với Ai, Akane tích cực nghiên cứu cô để mô phỏng hành vi của cô. Ở buổi quay phim tiếp theo, Akane chính thức trở lại chương trình, và Aqua bị sốc khi thấy Akane có thể bắt chước tính cách của Ai một cách hoàn hảo như thế nào. |                                    |                                                                          |            |                                                 |                     |
| 8 | "Lần đầu tiên"                     | Daisuke Hiramaki                                                         | Không rõ   | Moe Suzuki, Hiroaki Yoshikawa                   | 7 tháng 6 năm 2023  |
| Aqua bất ngờ trước màn trình diễn của Akane và phải suy ngẫm xem chính xác tình cảm của anh dành cho cô và Ai là gì. Sau khi nói chuyện ngắn với Kana, anh ấy có thể giải quyết được cảm xúc của mình và nhận ra rằng bản thân Akane không có sức hấp dẫn đặc biệt nào. Tuy nhiên, khi biết rằng cô ấy có kỹ năng lập hồ sơ, Aqua quyết định thao túng cô ấy để tận dụng các kỹ năng của mình. Trong tập cuối cùng của Love Now, anh ấy đã công khai hôn Akane trước ống kính, khiến Kana khó chịu. Tại bữa tiệc kết thúc, Aqua gặp Kaburagi, người đồng ý giữ nguyên thỏa thuận và sắp xếp một cuộc gặp vào tuần tới. Sau đó anh ấy nói chuyện với Akane và cả hai đều đồng ý giả vờ như đang hẹn hò để giữ vẻ bề ngoài. Akane cũng chỉ ra rằng Yuki đã bắt đầu hẹn hò với Nobuyuki thật sự, mặc dù đã từ chối anh ấy trong chương trình. Sau bữa tiệc, MEM-cho trêu chọc Aqua về tình cảm của anh ấy dành cho Akane và tiết lộ rằng ban đầu cô ấy muốn trở thành thần tượng nhưng đã từ bỏ sau nhiều lần thất bại. Aqua cho cô cơ hội gia nhập B-Komachi đã được cải tổ, điều này khiến cô mất cảnh giác. |                                    |                                                                          |            |                                                 |                     |
| 9 | "B-Komachi"                        | Kōki Uchinomiya, Sung Min Kim, Daisuke Hiramaki                          | Không rõ   | Hiroaki Yoshikawa                               | 14 tháng 6 năm 2023 |
| Miyako phỏng vấn MEM-cho và đoán chính xác rằng cô ấy già hơn nhiều so với những gì cô ấy tuyên bố. MEM-cho giải thích tình huống cuối cùng đã dẫn đến việc cô trở thành một người phát trực tiếp. Ruby và Kana tình cờ nghe được câu chuyện của MEM-cho và chấp nhận cô ấy là một phần của B-Komachi. Trong khi đó, sự nổi tiếng của mùa Love Now gần đây đã khiến Aqua được công chúng chú ý. Sự nổi tiếng của MEM-cho cũng thu hút sự chú ý đến B-Komachi mới, và cô ấy nảy ra ý tưởng sử dụng lại các bài hát cũ của B-Komachi. Tuy nhiên, Kana gặp khó khăn trong việc theo kịp Ruby và MEM-cho trong quá trình luyện tập, và cô ấy cư xử lạnh lùng với Aqua vì ghen tị. Aqua gặp lại Kaburagi, người tiết lộ người tình bí mật của Ai có thể là thành viên nhóm kịch của Akane, Lalalie. Anh ấy cũng tỏ ra quan tâm đến B-Komachi đã được hồi sinh và đề nghị đảm bảo cho họ một suất tham gia Lễ hội Thần tượng Nhật Bản sắp tới. Ruby và MEM-cho tham gia vào một cuộc cạnh tranh xem ai trong số họ sẽ là trung tâm của nhóm. Tuy nhiên, khi nghiên cứu về sự nghiệp âm nhạc của Kana, họ phát hiện ra rằng cô ấy thực sự là một ca sĩ rất tài năng bất chấp những tuyên bố ngược lại của cô ấy. |                                    |                                                                          |            |                                                 |                     |
| 10 | "Áp lực"                           | Yūji Tokuno                                                              | Không rõ   | Yūji Tokuno                                     | 21 tháng 6 năm 2023 |
| Ruby và MEM-cho quyết định Kana sẽ là center tốt nhất, nhưng Kana từ chối đề xuất này. Tuy nhiên, sau khi nghe hai người kia hát và tập theo thói quen, cô ấy đã hài lòng. Để giúp chuẩn bị cho các cô gái chuẩn bị tham dự JIF, Miyako đưa Pieyon trở lại để huấn luyện các cô gái. Trên thực tế, Aqua đang cải trang thành Pieyon. Đêm trước buổi hòa nhạc, Kana nghe được một chút về quá khứ của Ruby và động lực trở thành thần tượng của cô ấy. Cô quyết định đi lang thang ở tầng dưới và vô tình phát hiện ra Aqua đang đóng giả Pieyon. Đến ngày JIF, B-Komachi bị nhồi nhét trong một căn phòng đông đúc, nơi hàng chục nhóm nhạc thần tượng ngầm hoặc ít nổi tiếng hơn đang tranh giành chỗ đứng. Kana dành phần lớn thời gian trong ngày để suy ngẫm về con đường trở thành ngôi sao thất bại của chính mình. Cô ấy thậm chí còn thừa nhận với Ruby đang lo lắng rằng bản thân cô ấy còn lo lắng hơn khi đi chơi cùng nhóm. Tuy nhiên, Ruby trấn an cô bằng cách chỉ ra rằng cả ba người họ đều là thần tượng tân binh nên thất bại là điều đương nhiên. Không còn sợ hãi nữa, Kana bắt đầu coi trọng vị trí center của mình hơn ngay khi màn trình diễn của B-Komachi sắp bắt đầu. |                                    |                                                                          |            |                                                 |                     |
| 11 | "Idol"                             | Kuniyasu Nishina, Daisuke Hiramaki                                       | Không rõ   | Sumie Noro                                      | 28 tháng 6 năm 2023 |
| B-Komachi bắt đầu màn trình diễn của họ và bài hát đầu tiên của họ rất thành công. Tuy nhiên, Kana bắt đầu mất tự tin khi nhận thấy phần lớn khán giả đến đó chỉ để nhìn thấy Ruby và MEM-cho. Tuy nhiên, cô chứng kiến Aqua giữa đám đông đang cổ vũ họ và đột nhiên tìm thấy động lực cho mình. Buổi biểu diễn đã thành công rực rỡ và trên đường về nhà, Kana phát hiện ra rằng mối quan hệ của Aqua với Akane chỉ là mối quan hệ chuyên nghiệp. Kana nhẹ nhõm bắt đầu tương tác bình thường với Aqua, trong khi MEM-cho cảm nhận được mối tình tay ba đang rình rập giữa họ và Akane. Một thời gian sau, Lalalie được chọn để biểu diễn sân khấu chuyển thể từ manga nổi tiếng Tokyo Blade, và Kaburagi được yêu cầu cung cấp một số tài năng bên ngoài vì Lalalie có ít diễn viên trẻ. Kana và Akane đều được chọn vào vai các nhân vật trong mối tình tay ba với nhân vật Aqua, và Aqua phát hiện ra rằng hai nữ diễn viên đã có sự cạnh tranh gay gắt với nhau kể từ những ngày họ còn là diễn viên nhí. Sau khi quá trình tuyển diễn viên hoàn tất, đoàn làm phim của vở kịch Tokyo Blade bắt đầu chuẩn bị, Ruby đến thăm mộ Ai và Aqua thề một lần nữa sẽ truy tìm cha của họ. |                                    |                                                                          |            |                                                 |                     |

## Tiếp thị
Đến tháng 4 năm 2021, manga đã có hơn 1 triệu bản được phát hành. Đến tháng 10 năm 2022, nó đã có hơn 3 triệu bản được lưu hành.
Oshi no Ko xếp thứ 11 trên danh sách manga hay nhất năm 2021 dành cho độc giả nam Kono Manga ga Sugoi! của Takarajimasha; bộ này đứng thứ bảy trong danh sách năm 2022. Bộ truyện xếp thứ tư trong 'Truyện tranh được đề xuất cho nhân viên hiệu sách toàn quốc năm 2021' bởi trang web của Câu lạc bộ Honya. Bộ sách xếp thứ 13 trong danh sách 'Sách của năm' năm 2021 của tạp chí Da Vinci; nó xếp thứ 25 trong danh sách năm 2022. Oshi no Ko được đề cử cho Manga Taishō lần thứ 14 vào năm 2021 và xếp thứ năm với 59 điểm; nó đã được đề cử cho phiên bản thứ 15 vào năm 2022 và xếp thứ tám với 49 điểm. Vào tháng 8 năm 2021, Oshi no Ko đã giành được Tsugi ni kuru Manga Taishō ở hạng mục báo in. Bộ truyện tranh đã được đề cử cho Giải Manga Shogakukan lần thứ 67 trong hạng mục chung vào năm 2021; và cho Giải thưởng Văn hóa Tezuka Osamu lần thứ 26 vào năm 2022. Nó cũng được đề cử cho Giải Manga Kodansha lần thứ 46 trong hạng mục chung vào năm 2022. Bộ này đứng thứ năm trong cuộc bình chọn được mong đợi nhất của Anime Japan lần thứ 5 vào năm 2022.

## Tranh cãi
Tập 6 của anime, mô tả nhân vật Kurokawa Akane trở thành mục tiêu của bắt nạt trên mạng và cố gắng tự tử sau khi tham gia một tập gây tranh cãi của một chương trình truyền hình thực tế, đã được các nhà phê bình chú ý vì nó giống với trường hợp tự sát tương tự ngoài đời thực của Kimura Hana, một nữ đô vật chuyên nghiệp người Nhật. Cả Akasaka và đội ngũ sản xuất anime đều không bình luận về sự giống nhau, và một số khán giả nhận xét rằng các chương manga làm cơ sở cho tập phim đã được lên kế hoạch trước khi Kimura qua đời. Mẹ của đô vật Kimura, chỉ trích tập phim vì sự giống nhau, nói rằng bà không tán thành việc các tác giả anime "được sử dụng như tài liệu miễn phí". Kimura nói thêm rằng cô cảm thấy chủ đề này được miêu tả mà không quan tâm đến những nạn nhân bị bắt nạt trên mạng ngoài đời thực. Người cấp phép tiếng Anh của loạt phim, Sentai Filmworks, đã thêm một thông báo tư vấn vào cuối tập cung cấp số điện thoại cho Đường dây nóng Phòng chống Tự tử Quốc gia trên dịch vụ phát trực tuyến của nó, Hidive.